# Mickey empereur de Calidornie
Calidornie redirige ici. Pour l'endroit qui existe dans la réalité, voir Californie.
Cet article possède un paronyme, voir L'Empereur de Californie.
Mickey empereur de Calidornie (titre original : Topolino imperatore della Calidornia) est une histoire de bande dessinée créée par Romano Scarpa (encrage par Rodolfo Cimino) mettant en scène le personnage de Mickey Mouse.

## Publications
L'histoire est initialement publiée dans le magazine italien Topolino en deux parties, dans les numéros 274 et 275, respectivement le 26 février et le 5 mars 1961.
En France, elle a été publiée dans le premier numéro du magazine Mickey Parade (ancienne série, numéroté 723 du 3 avril 1966) dont le dessin de couverture (de Giovan Battista Carpi) était inspiré de l'histoire (Mickey, coiffé d'une couronne d'empereur, se contemple dans un miroir porté par un de ses neveux).

## Histoire
Mickey le Kid, le grand-père de Mickey, était un bandit du far-west qui avait réussi à soutirer la « Calidornie » au gouverneur à la fin du XIXe siècle, mais il avait perdu une moitié de l’acte de sécession. Un siècle plus tard, Mickey découvre la moitié du document et réussit à reconstituer l'acte dans son intégralité grâce aux pouvoirs de son ami l'atome Bip-Bip. Il peut se proclamer comme propriétaire légitime de toue la Calidornie mais doit retrouver l'autre moitié du document pour avoir le véritable document d'origine. Après toute une aventure dans le désert californien, il retrouve le papier cacher sous un rocher. Mais il peut également y lire une note que Bip-Bip n'avait pas réussi à générer indiquant que le document expire dans 100 ans. Mickey se retrouve donc hérité du titre d'empereur de Calidornie pour une période très limitée.

## Personnages
- Mickey Mouse
- Bip-Bip
- Mickey le Kid
- Minnie
- Dingo
- Commissaire Finot
- Inspecteur Duflair
- Horace Horsecollar
- Clarabelle Cow

## Inspirations
Le personnage de Mickey le Kid est une parodie du bandit Billy the Kid déjà utilisé par Bill Walsh et Floyd Gottfredson avec un personnage appelé Kid Mickey dans une histoire de 1945. L'idée d'un jumeau maléfique de Mickey a été également utilisé dans une autre histoire de Wash et Gottfredson, nommée Mickey contre Mickey (Mickey's Dangerous Double) de 1953 avec le personnage de Miklos.
Le scénario suit un fil rouge musical : le De Quello parodie de la musique El Deguello composée par Dimitri Tiomkin pour le film Rio Bravo d'Howard Hawks de 1959.

## Commentaires
La région de Calidornie se place, par rapport à la carte montré dans la première case de l'histoire, du côté de la Californie et trois villes y sont situées : Mickeyville, Donaldville et Junkville (ville où habite Bucky Bug). L'auteur Carl Barks a de son côté nommé la région, Calisota qui a par la suite été utilisée par plusieurs auteurs.